# Macaduma micans
Macaduma micans là một loài bướm đêm thuộc phân họ Arctiinae, họ Erebidae.